# أدولفو سيلي
أدولفو سيلي (بالإيطالية: Adolfo Celi) ، وهو ممثل إيطالي، من مواليد 27 يوليو 1922 ، وتوفي بتاريخ 19 فبراير 1986 ، وهو ممثل إيطالي ومنتج أفلام، شارك بعدة أفلام، ومنها فيلم يانكي عام 1966.

## وصلة خارجية
- أدولفو سيلي على موقع IMDb (الإنجليزية)
- أدولفو سيلي على موقع الموسوعة البريطانية (الإنجليزية)
- أدولفو سيلي على موقع روتن توميتوز (الإنجليزية)
- أدولفو سيلي على موقع ألو سيني (الفرنسية)
- أدولفو سيلي على موقع أول موفي (الإنجليزية)
- أدولفو سيلي على موقع قاعدة بيانات الأفلام السويدية (السويدية)
- أدولفو سيلي على موقع إن إن دي بي (الإنجليزية)
- أدولفو سيلي على موقع قاعدة بيانات الفيلم (الإنجليزية)
- أدولفو سيلي على موقع كينوبويسك (الروسية)